# Lamb's Seedling (manzana)
Lamb's Seedling es una  variedad cultivar de manzano (Malus domestica).
Variedad de manzana híbrido procedente del cruce Northern Greening x Desconocido. Criado en 1866-1867 en Meynell Langley, Derby, por Joseph Lamb. Las frutas tienen una pulpa suave, áspera y ligeramente ácida.

## Sinónimos
- "Langley Pippin".

## Historia
'Lamb's Seedling' es una variedad de manzana híbrido procedente del cruce como Parental-Madre de 'Northern Greening' y que como Parental-Padre el polen procede de una variedad 'Desconocida'. Criado en 1866 por Joseph Lamb, jardinero jefe de "Meynell Langley" en Derbyshire Inglaterra (Reino Unido), de una plantula de semillas de 'Northern Greening'. No hay registro del polen padre.
'Lamb's Seedling' se cultiva en la National Fruit Collection con el número de accesión: 1933-003 y Accession name: Lamb's Seedling.

## Características
'Lamb's Seedling' crece bien en áreas de veranos frescos e inviernos fríos. Tiene un tiempo de floración que comienza a partir del 6 de mayo con el 10% de floración, para el 11 de mayo tiene una floración completa (80%), y para el 17 de mayo tiene un 90% de caída de pétalos. Presenta vecería.
'Lamb's Seedling' tiene una talla de fruto grande; forma truncado cónica ocasionalmente con un lado más corto, altura 60.50 mm y anchura 73.00 mm; con nervaduras débiles; epidermis con color de fondo verde amarillento, importancia del sobre color medio, con color del sobre color rojo, con sobre color patrón un lavado rojo y un patrón suelto de rayas más oscuras que cubren las caras expuestas al sol, la epidermis se vuelve algo grasosa al madurar, "russeting" (pardeamiento áspero superficial que presentan algunas variedades) muy bajo; cáliz parcialmente abierto y grande, ubicado en una cuenca estrecha y poco profunda; pedúnculo es de longitud media y esbelto, ubicado en una cavidad profunda y abierta que tiene un color rojizo verde que se extiende hasta el hombro; carne de color verdosa, de grano grueso y suave. Sabor moderadamente fuerte pero suave que evoluciona a una manzana tierna y dulce después de aproximadamente seis semanas de almacenamiento.
Su tiempo de recogida de cosecha se inicia a principios de octubre. Se conserva bien durante cuatro meses en cámara frigorífica.

## Usos
Hace una muy buena salsa de manzana agria y sabrosa. Después de algo más de un mes de almacenamiento, se convierte en una sabrosa manzana de postre fresca.

## Ploidismo
Diploide, auto estéril. Grupo de polinización: D, Día 14.